# ОШ „Јован Јовановић Змај” Обреновац
Основна школа „Јован Јовановић Змај” Обреновац је државна основна школа која се налази се у Београду, општина Обреновац.

## Историјат
Матична школа налази се поред магистралног пута према Ваљеву. Саграђена је и почела са радом 1959. године да би се наредних година извршила доградња. Основна школа "Јован Јовановић Змај" је 1959. године имала 1150 ученика распоређена у 31 одељење. У школи је радило 38 наставника, директор, секретар и 5 помоћних службеника. Народни одбор општине Обреновац је 21. септембра 1960. донео одлуку да се нова школа назове: Основна школа Јован Јовановић Змај у Обреновцу. Име је добила по Јовану Јовановићу Змају (1833-1904), најплоднијем песнику српског романтизма.

### Школа данас
Данас се настава одвија у два објекта. Један је на месту старог, а други издвојени у приградском насељу Звечка.
У школи наставу похађа 1545 ученика у 61 одељењу (подаци за школску 2017/2018. годину). Настава се изводи од 1. до 8. разреда у матичној школи и у подручном одељењу у приградском насељу Звечка.
Укупан број ученика у матичној школи је 1342. Настава се реализује у 13 учионица и 18 кабинета, фискултурној сали и кабинету информатике. Поред ових просторија школа има канцеларију за: директора и помоћника директора, стручне сараднике, за администрацију, стоматолошку ординацију, кухињу са трпезаријом и пратеће просторије. Школа поседује ограђено двориште са спортским тереном који може да се користи за фудбал, кошарку, одбојку и рукомет.
Подручно одељење је физички издвојено од матичне школе и налази се 3 km удаљено у селу Звечка. Ово је мала школа, простор од 780 квадрата користи 208 ученика. Настава се одвија у две смене у 6 учионица. Школа располаже информатичким кабинетом. Настава физичког васпитањеа изводи се на спортском терену у дворишту школе у зависности од временских услова. У просторијама ове школе ради и предшколска установа "Перка Вићентијевић" у којој се реализује обавезни предшколски програм.

## Специфичности школе
Дугогодишње свестрано и квалитетно организован рад додатне наставе и ваншколске активности крунисана је врхунским резултатима на савезним и међународним такмичењима из биологије, физике, математике, историје, музичке културе, различитих спортских дисциплина. То су врло вредна и талентована деца која понекад своја интересовања морају да задовоље ван школе јер школа понекад нема услова да испуни њихове ваннаставне потребе. Успеси које постижу ученици нису увек довољно познати јавности.
Од школске 2010/2011. године у овој школи за ученике првог и другог разреда постоји целодневна настава која ученицима кроз два блока часова омогућава да период од 07:00 до 17:00 проведу у школи збринути, да уче, да заврше домаће задатке, да вежбају и да се играју.